# Tractor

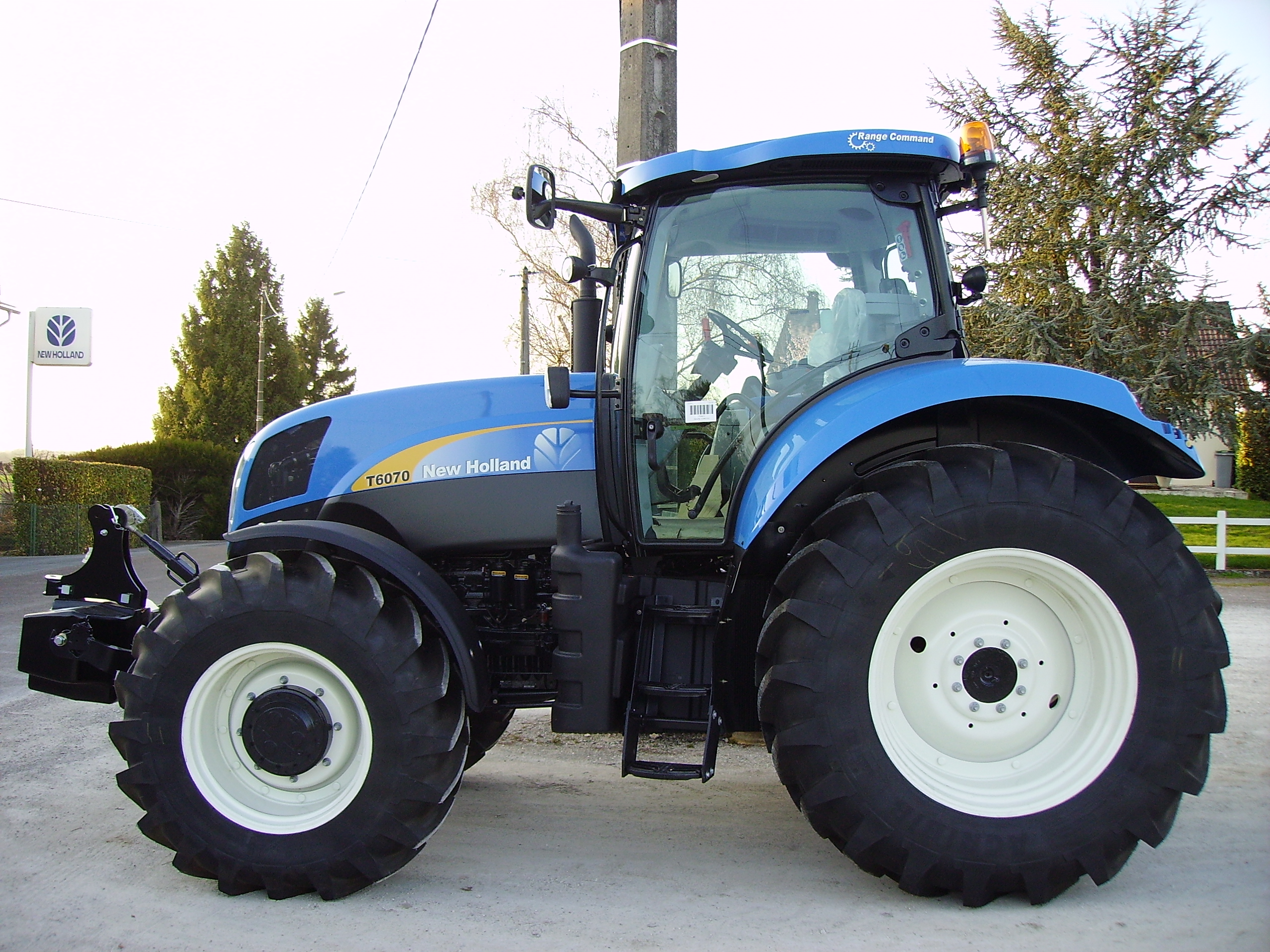
Tractor New Holland T6070

Tractorul (din latinescul tractare, „a trage”) este un vehicul utilizat pentru a tracta remorci cu obiecte care nu se pot duce prin mijloace manuale, precum și, mai ales, la muncile agricole. Dotat mai întâi cu motor cu aburi, apoi cu motor Diesel, tractorul a fost perfecționat de-a lungul timpului pentru a răspunde cât mai mult solicitărilor diverse.
Din tractor au derivat ulterior buldozerul, excavatorul și compactorul.

## Istoric

### Motoare cu abur și începuturile tractoarelor
Primele utilaje agricole motorizate din secolul al XIX-lea au fost motoarele portabile cu abur – motoare montate pe roți, utilizate pentru a acționa diverse echipamente agricole cu ajutorul unei curele flexibile. În 1812, inginerul britanic Richard Trevithick a construit un motor cu abur „semi-portabil”, cunoscut sub numele de barn engine, folosit pentru a pune în mișcare o mașină de treierat. În 1839, William Tuxford din Lincolnshire a dezvoltat primul motor cu abur cu adevărat portabil, bazat pe un cazan de tip locomotivă și echipat cu o roată de volantă pentru transmiterea mișcării. În anii 1850, John Fowler a folosit un motor portabil produs de firma Clayton & Shuttleworth pentru demonstrații privind utilizarea tracțiunii cu cablu în agricultură. În paralel, au fost făcute numeroase încercări de a transforma aceste motoare în vehicule autopropulsate – precursoarele tractoarelor cu abur (traction engines). De regulă, mișcarea era transmisă de la arborele cotit la axul posterior printr-un lanț.
În 1859, inginerul britanic Thomas Aveling a modificat un motor portabil Clayton & Shuttleworth, transformându-l într-un vehicul autopropulsat – considerat primul tractor cu abur modern.
Până la sfârșitul anilor 1860, forma standard a tractorului cu abur fusese deja stabilită și a rămas aproape neschimbată timp de peste 60 de ani. Primele tractoare erau folosite în perechi pentru a trage un plug între ele cu ajutorul unor cabluri. În Marea Britanie, firme precum Mann și Garrett au dezvoltat tractoare pentru arat direct, dar solul greu și umed le-a făcut ineficiente. În schimb, în Statele Unite, unde condițiile de sol permiteau, tractoarele cu abur erau utilizate direct pentru lucrările agricole. Motoarele agricole cu abur au continuat să fie folosite până în prima jumătate a secolului XX, când au fost înlocuite treptat de tractoare cu motoare cu combustie internă, mai fiabile și mai eficiente.

### Combustibil
Primele tractoare cu motor pe benzină au fost construite în Illinois, în 1889, de John Charter, care a combinat motoare Otto cu un șasiu de motor cu aburi Rumley. În 1892, John Froelich a construit un tractor pe benzină în Clayton County, Iowa, SUA. El a montat un motor monocilindru Van Duzen pe un șasiu Robinson, controlat prin cutia sa de viteze. După obținerea unui brevet, Froelich a înființat Waterloo Gasoline Engine Company, dar afacerea sa a eșuat până în 1895.
Richard Hornsby & Sons sunt recunoscuți pentru producerea primului tractor cu motor pe combustibil petrolier în Marea Britanie, inventat de Herbert Akroyd Stuart. Tractorul Hornsby-Akroyd Patent Safety Oil Traction Engine a fost fabricat în 1896 cu un motor de 20 CP (15 kW). În 1897, a fost vândut primului cumpărător britanic, domnul Locke-King, și a câștigat o medalie de argint din partea Royal Agricultural Society of England. Ulterior, a fost adaptat cu șenile.
Primul tractor comercial ușor și polivalent pe benzină a fost creat în 1901 de inventatorul britanic Dan Albone. El a brevetat designul în 1902 și a fondat Ivel Agricultural Motors Limited. Tractorul său, denumit Ivel Agricultural Motor, avea o roată frontală cu cauciuc solid și două roți mari spate, cu răcire cu apă prin efect termosinergic. Prețul de vânzare în 1903 era de 300 £. Aproximativ 500 de unități au fost fabricate și exportate la nivel mondial.
Primul tractor american de succes a fost construit de Charles W. Hart și Charles H. Parr, care au dezvoltat un motor pe benzină cu doi cilindri și și-au stabilit afacerea în Charles City, Iowa. În 1903, au produs 15 tractoare. Modelul lor #3 este cel mai vechi tractor cu motor cu combustie internă din SUA și este expus la Smithsonian National Museum of American History din Washington, D.C.
În 1908, compania britanică Saunderson Tractor and Implement Co. a introdus un model cu patru roți, devenind cel mai mare producător britanic de tractoare la acea vreme. Pe măsură ce tractoarele grele au început să fie mai puțin eficiente, Henry Ford a lansat un model ușor, produs în masă, care a înlocuit treptat modelele grele. În anii 1910, tractoarele pe benzină au devenit mai mici și mai accesibile. Ford a lansat modelul Fordson în 1917, care a ajuns să dețină 77% din piața americană până în 1923.
Primele sistemele de prindere în trei puncte au fost experimentate în 1917. Harry Ferguson a brevetat acest sistem în 1926, care a devenit rapid popular datorită simplității și stabilității sale mecanice. Compania Ferguson-Brown a produs Modelul A cu sistem hidraulic de prindere, iar în 1938 Ferguson a colaborat cu Henry Ford pentru a crea tractorul Ford-Ferguson 9N, care a inclus și o ieșire Power Take Off (PTO) pentru alimentarea uneltelor montate.

### Tractoare electrice
Primul tractor electric comercial a fost Elec-Trak, lansat în 1969 de compania General Electric⁠, sub forma unui tractor de grădină alimentat electric. Producția a continuat până în 1975.
În prezent, tractoare electrice sunt produse de companii precum Fendt (Germania), Solectrac și Monarch Tractor (SUA). De asemenea, John Deere dezvoltă un prototip electric alimentat prin cablu, iar Kubota testează un model electric autonom.